# Nina Bakman
Nina Bakman (geb. 1942) ist eine Schweizer Literaturwissenschaftlerin, Diplom-Psychologin, Psychoanalytikerin und Übersetzerin psychoanalytischer Fachliteratur.

## Leben und Wirken
Nach einem literaturwissenschaftlichen Studium an der Universität Genf studierte Nina Bakman klinische Psychologie an der Universität Konstanz und absolvierte anschliessend eine psychoanalytische Ausbildung am Sigmund-Freud-Institut in Zürich. Sie arbeitete bis 2008 als Psychologin in der Studierendenberatung beider Hochschulen Zürichs und bis 2019 in privater Praxis.
Sie ist Mitglied der Schweizerischen Gesellschaft für Psychoanalyse (SGPsa), der Internationalen Psychoanalytischen Vereinigung (IPA) und Fachpsychologin für Psychotherapie der Föderation der Schweizer Psychologinnen und Psychologen (FSP). Sie war Dozentin am Freud-Institut Zürich und von 2015 bis 2018 Vize-Präsidentin der Schweizerischen Gesellschaft für Psychoanalyse.
Neben ihrer Tätigkeit als Psychoanalytikerin publiziert sie in deutscher und französischer Sprache zu den psychischen Belastungen von Studierenden, zur Geschichte der Psychoanalyse, zu Briefwechseln zwischen Protagonisten der Psychoanalyse und zu einzelnen Biografien, etwa zu Joan Riviere, Grete Bibring, Anna Freud, Gustav Bally, Alexander Mitscherlich, Fanny Lowtzky, Grete Obernik und Eva Rosenfeld. Ausserdem übersetzte sie die von Hermann Nunberg und Ernst Federn herausgegebenen Protokolle der Wiener Psychoanalytischen Vereinigung ins Französische.

## Veröffentlichungen (Auswahl)
- Balance zwischen Abhängigkeit und Autonomie. Probleme von Studierenden in der Beratung. In: Psychoscope. Vol. 16 (8), 1995, S. 4–6.
- Thérapie brève d’orientation psychanalytique avec des étudiants et des étudiantes. Limites et possibilités (Psychoanalytisch orientierte Kurzzeittherapie mit Studierenden. Grenzen und Möglichkeiten). In: Psychothérapies. XVII (4), 1997, S. 201–210.
- Hochschulprüfungen: Hürde oder Alptraum? Beratung und Therapie von Prüfungsängsten. In: Schweizer Archiv für Neurologie und Psychiatrie. 154 (1), 2003, S. 5–10.
- Frühe Debatten in der Psychoanalyse. Die Protokolle der Wiener Psychoanalytischen Vereinigung 1906–1918. In: Bulletin der SGPsa. 48, 1999, S. 10–17.
- Wem dient die Frau? Joan Riviere als Übersetzerin zwischen Freud und Jones. In: Luzifer-Amor. 19 (37), 2006, S. 98–114.
- Dreissig Jahre danach. K. R. Eisslers Interview mit Joan Riviere (1953). In: Luzifer-Amor. 22 (43), 2009, S. 64–78.
- Fragen und Sorgen: Über den Briefwechsel von Grete Bibring und Anna Freud 1949–1975. In: Luzifer-Amor. 56 (28) 2015, S. 146–161.
- Der Briefwechsel von Gustav Bally mit Alexander Mitscherlich 1946–1948. In: Luzifer-Amor. 64 (32) 2019, S. 30–42.
- Fanny Lowtzky (1873 Kiew – 1965 Zürich). Pionierin der psychoanalytischen Pädagogik in Palästina und Israel. In: Luzifer-Amor. 65 (33) 2020, S. 113–129.
- Grete Obernik (1893–1946): Eine frühe Pädagogin und Psychoanalytikerin in Palästina. In: Zeitschrift für psychoanalytische Theorie und Praxis. 36 (3) 2021, S. 333–348.
- Fünf Psychoanalytikerinnen: Frauen in der Generation nach Sigmund Freud (Bibliothek der Psychoanalyse). Psychosozial-Verlag, Gießen 2022.

### Übersetzungen (Auswahl)
- Hermann Nunberg, Ernst Federn (Hrsg.): Les premiers psychanalystes. Minutes de la Société psychanalytique de Vienne. 4 vol. Éditions Gallimard, Paris.